# Paradiaphlebopsis
Paradiaphlebopsis is een geslacht van rechtvleugeligen uit de familie sabelsprinkhanen (Tettigoniidae). De wetenschappelijke naam van dit geslacht is voor het eerst geldig gepubliceerd in 1934 door Kästner.

## Soorten
Het geslacht Paradiaphlebopsis  is monotypisch en omvat slechts de volgende soort:
- Paradiaphlebopsis celebensis (Kästner, 1934)